# Червона Поляна (Ровеньківський район)
Черво́на Поля́на (до 1923 — Петропавлівка) — село в Україні, в Антрацитівській міській громаді Ровеньківського району Луганської області. Населення становить 3294 особи. Орган місцевого самоврядування — Червонополянська сільська рада.

## Історія
За даними на 1859 рік у казеному селі Петропавлівка (Верхня) Слов'яносербського повіту Катеринославської губернії мешкало 2776 осіб (1334 чоловіків та 1442 жінки), налічувалось 338 дворових господарств, існувала православна церква.
Станом на 1886 рік у колишньому державному селі, центрі Петропавлівської волості, мешкало 3457 осіб, налічувалось 454 двори, існували православна церква, школа, 5 лавок, винний погріб, відбувався щорічний ярмарок.
На початок 1908 рік населення зросло до 5828 осіб (2926 чоловічої статі та 2902 — жіночої), 822 дворових господарства.
Під час війни на сході України село потрапило до зони бойових дій. 24 серпня під час обстрілів опорних пунктів 30-ї бригади загинув старшина Петро Яцковець. 15 вересня 2014 року пошуковою групою Союз «Народна пам'ять» при здійсненні гуманітарної місії в районі урочища біля Червоної Поляни було виявлено останки щонайменше 14 українських військовослужбовців.

## Населення
За даними перепису 2001 року населення села становило 3294 особи, з них 3,22 % зазначили рідною українську мову, 96,63 % — російську, а 0,15 % — іншу.

### Мова
Розподіл населення за рідною мовою за даними перепису 2001 року:
| Мова            | Кількість | Відсоток |
| --------------- | --------- | -------- |
| російська       | 3183      | 96.63%   |
| українська      | 106       | 3.22%    |
| білоруська      | 3         | 0.09%    |
| болгарська      | 1         | 0.03%    |
| інші/не вказали | 1         | 0.03%    |
| Усього          | 3294      | 100%     |

## Відомі люди
- Волошин Федір Юхимович (11.11.1888-28.07.1972) фізик професор Чеських і Французьких університетів.

- Заєць Олексій Євгенович (1981–2014) — майор Збройних сил України, загинув під час обстрілу опорних пунктів 30-ї механізованої бригади поблизу села[7].